# Saxifraga glaucophylla
Saxifraga glaucophylla är en stenbräckeväxtart som beskrevs av Adrien René Franchet. Saxifraga glaucophylla ingår i Bräckesläktet som ingår i familjen stenbräckeväxter. Inga underarter finns listade i Catalogue of Life.